# Glyptophidium
Glyptophidium is een geslacht van straalvinnige vissen uit de familie van naaldvissen (Ophidiidae). Het geslacht is voor het eerst wetenschappelijk beschreven in 1889 door Alcock.

## Soorten
- Glyptophidium argenteum Alcock, 1889.
- Glyptophidium effulgens Nielsen & Machida, 1988.
- Glyptophidium japonicum (Steindachner & Döderlein, 1887).
- Glyptophidium longipes Norman, 1939.
- Glyptophidium lucidum Smith & Radcliffe, 1913.
- Glyptophidium macropus Alcock, 1894.
- Glyptophidium oceanium Smith & Radcliffe, 1913.